# Microdus picquenotii
Microdus picquenotii là một loài rêu trong họ Dicranaceae. Loài này được Thér. & Corb. mô tả khoa học đầu tiên năm 1934.